# Giovanni Giacomo de Antiquis
Giovanni Giacomo de Antiquis anche detto Giovanni Jacopo o Giovanni de Antiquis etc. (Bari o Corato, ... – Bari, dopo il 1608) è stato un compositore italiano e un didatta dell'area barese nella seconda metà del XVI secolo.

## Biografia
Giovanni Giacomo de Antiquis fu al servizio della basilica di S. Nicola a Bari per la maggior parte della sua attività; clerico dal 1565, divenne poi canonico e maestro di cappella. Dal 1606 al 1608 o forse 1615, fu cappellano ma soprattutto il primo insegnante di canto presso il Conservatorio dei Poveri di Gesù Cristo a Napoli, che in seguito confluirà nel Conservatorio di San Pietro a Majella. Nel 1574 uscirono due antologie da lui curate, Il primo libro delle villanelle alla napolitana a tre voci, de diversi musici di Barri e Il secondo libro delle villanelle alla napolitana a tre voci, de diversi musici di Barri. Le raccolte furono pubblicate entrambe a Venezia da Gardano e furono dedicate al banchiere Daniello Centurione; contengono 13 villanelle composte da De Antiquis e 31 da altri autori baresi, tra cui Pomponio Nenna e Stefano Felis. Come era consuetudine nello stile compositivo 'leggero' della villanella, sono spesso omoritmiche e si sviluppano con brevi episodi imitativi. Altri due libri di madrigali di Antiquis furono elencati dal libraio Federico Franzini nel 1676, ma sono andati perduti. Alla produzione di Antiquis appartengono pure alcuni bicinia.